# L'Histoire de David et Goliath
Pour les articles homonymes, voir David et Goliath.
L'Histoire de David et Goliath est un tableau réalisé vers 1445-1455 par le peintre italien Francesco di Stefano Pesellino. Cette tempera sur bois représente plusieurs scènes différentes du combat de David contre Goliath près d'un ruisseau s'écoulant devant une ville fortifiée. Acquise en 2000 en même temps que son pendant Le Triomphe de David, l'œuvre est conservée à la National Gallery, à Londres, au Royaume-Uni.